# Princesse royale de Portugal
Pour leurs époux, les princes royaux de plein droit, voir Prince royal de Portugal.

Armoiries de la princesse royale de Portugal

Ceci est la liste des princesses royales de Portugal, ou de façon plus formelle princesses royales du royaume de Portugal et des Algarves, depuis 1815, tant par le mariage que par le sang.  Leur nom est précédé par les titres de princesse du Brésil et princesse de Portugal.
Le titre fut créé en 1815 quand Jean VI , alors prince-régent, éleva la colonie du Brésil au statut de royaume dans le royaume uni de Portugal, du Brésil et des Algarves, provoquant l'extinction de titre de prince du Brésil utilisé jusqu'alors. L'héritière du trône devenait la princesse royale du royaume uni de Portugal, du Brésil et des Algarves. Quand le Brésil proclama son indépendance, le titre fut réduit au titre de princesse royale de Portugal.
Les tenantes du titre sont honorées de la qualification d'altesse royale et des titres de duchesse de Bragance, duchesse de  Guimarães, duchesse de Barcelos, marquise de Vila Viçosa, comtesse de Arraiolos, comtesse Ourém, comtesse de Faria et comtesse de Neiva.

## Princesses royales de Portugal

### Par la naissance
Note. Les intitulés en bleu signifient que la personne ne portait pas le titre de princesse royale, mais qu'elle était seulement la première en ligne de succession. Après 1834, être prince royal est nécessaire pour être officiellement reconnu en tant que tel par Parlement et porter légalement le titre. 
| Image | Nom (dates)                                              | Époux                                                                                                 | Titres | Éléments biographiques | Héritière de             | Armoiries |
| ----- | -------------------------------------------------------- | --- | --- | --- | ------------------------ | --------- |
|       | Janvière du Brésil (11 mars 1822 - 13 mars 1901)         | - Louis de Bourbon-Siciles (mariage le 28 avril 1844)                                                 | - Princesse royale de Portugal (28 mai 1826 - 23 juin 1828, 26 mai 1834 - 16 décembre 1837) - Comtesse d'Aquila (28 avril 1844 - 5 mars 1897)                                                                            | - Princesse de la Maison de Bragance. Fille de Pierre Ier du Brésil et de Marie-Léopoldine d'Autriche. - Mère de Louis de Bourbon-Siciles, de Marie-Isabelle de Bourbon-Siciles, de Philippe de Bourbon-Siciles et de Marie-Emmanuel de Bourbon-Siciles. | - Marie II de Portugal   |           |
|       | Marie-Thérèse de Portugal (29 avril 1793 - 17 juin 1874) | - Pierre-Charles d’Espagne (mariage le 13 mai 1810) - Charles de Bourbon (mariage le 20 octobre 1838) | - Princesse de Beira (29 avril 1793 - 21 mars 1795) - Princesse royale de Portugal (23 juin 1828 - 26 mai 1834) - Épouse du prétendant carliste au trône d'Espagne et comtesse de Molina (20 octobre 1838 - 18 mai 1845) | - Princesse de la Maison de Bragance. Fille de Jean VI de Portugal et de Charlotte-Joachime d’Espagne. - Mère de Sébastien de Bourbon. | - Michel Ier de Portugal |           |
|       | Janvière du Brésil (11 mars 1822 - 13 mars 1901)         | - Louis de Bourbon-Siciles (mariage le 28 avril 1844)                                                 | - Princesse royale de Portugal (28 mai 1826 - 23 juin 1828, 26 mai 1834 - 16 décembre 1837) - Comtesse d'Aquila (28 avril 1844 - 5 mars 1897)                                                                            | - Princesse de la Maison de Bragance. Fille de Pierre Ier du Brésil et de Marie-Léopoldine d'Autriche. - Mère de Louis de Bourbon-Siciles, Marie-Isabelle de Bourbon-Siciles, de Philippe de Bourbon-Siciles et de Marie-Emmanuel de Bourbon-Siciles.    | - Marie II de Portugal   |           |

### Par le mariage
Ces princesses royales de Portugal ont acquis leur titre par leur mariage avec un prince royal de Portugal
Note. Les intitulés en bleu signifient que la personne ne portait pas le titre de  princesse royale, mais qu'elle était seulement la première dans l'ordre de succession. 
| Portrait            | Nom (dates)                                                      | Époux | Titres | Éléments biographiques | Armoiries |
| ------------------- | ---------------------------------------------------------------- | --- | --- | --- | --------- |
|                     | Charlotte-Joachime d'Espagne (25 avril 1775 - 7 décembre 1830)   | - Jean VI de Portugal (mariage le 8 mai 1785) | - Princesse du Brésil et duchesse de Bragance ( 11 mars 1788 - 20 mars 1816) - Princesse royale de Portugal (16 décembre 1815 - 20 mars 1816) - Reine de Portugal (20 mars 1816 - 10 mars 1826)                                                   | - Princesse de la Maison de Bourbon. Fille de Charles IV d'Espagne et de Marie-Louise de Parme. - Mère de Marie-Thérèse de Portugal, de Marie-Isabelle de Portugal, de Pierre Ier du Brésil, de Marie-Françoise de Portugal, d'Isabelle-Marie de Portugal, de Michel Ier de Portugal, de Marie Assomption de Portugal et d'Anne de Jésus Marie de Portugal. |           |
|                     | Marie-Léopoldine d'Autriche (22 janvier 1797 - 11 décembre 1826) | - Pierre Ier de Brésil (mariage le 6 novembre 1817) | - Princesse royale de Portugal et duchesse de Bragance (6 novembre 1817 - 26 mars 1826) - Régente du Brésil (13 août 1822 - fin 1822) - Impératrice du Brésil (12 octobre 1822 -11 décembre 1826) - Reine de Portugal (10 mars 1826 - 2 mai 1826) | - Princesse de la Maison de Habsbourg-Lorraine. Fille de François Ier d'Autriche et de Marie-Thérèse de Bourbon-Naples. - Mère de Marie II de Portugal, de Janvière du Brésil, de Françoise du Brésil et de Pierre II du Brésil. |           |
|                     | Amélie d'Orléans (28 septembre 1865 - 25 novembre 1951)          | - Charles Ier de Portugal (mariage le 22 mai 1886) | - Princesse royale de Portugal et duchesse de Bragance (22 mai 1886 - 19 octobre 1889) - Reine de Portugal (19 octobre 1889 -1er février 1908) | - Princesse de la Quatrième maison d'Orléans. Fille de Philippe d’Orléans et de Marie-Isabelle d'Orléans. - Mère de Louis-Philippe de Bragance et de Manuel II de Portugal. |           |
| Titre de courtoisie |                                                                  | | | |           |
|                     | Nevada Stoody Hayes(21 octobre 1870 - 11 janvier 1941)           | - Lee Albert Agnew, Sr. (mariage en 1897) - William Henry Chapman (mariage en 1906) - Philip Henry Van Volkenburgh, Jr. (mariage le 23 novembre 1909) - Alphonse de Bragance (mariage le 26 septembre 1917) | - Princesse royale de Portugal et duchesse de Porto (26 septembre 1917 - 21 février 1920) | - Fille de Jacob Walter Stoody et de Nancy Miranda McNeel. - Mère de Lee Albert David Agnew, Jr. |           |